# Wilhelm Schmidt (constructeur)
Pour les articles homonymes, voir Wilhelm Schmidt et Schmidt.
Wilhem Schmidt (1858-1924) est un ingénieur allemand, né à Wegeleben, dans l'arrondissement de Harz. Il a développé la technique de la vapeur surchauffée appliquée aux machines à vapeur.
Les travaux de Schmidt ont consisté à faire monter la température de surchauffe de 250 °C à 350 °C. Le rendement des machines à vapeur s'en est trouvé amélioré de près de 50 %.